# Miss International 2003
Miss International 2003, quarantatreesima edizione di Miss International, si è tenuta presso il Radisson Miyako Hotel di Tokyo l'8 ottobre 2003. La venezuelana Goizeder Azúa è stata incoronata Miss International 2003.

## Risultati

### Piazzamenti
| Risultato finale        | Concorrente |
| ----------------------- | --- |
| Miss International 2003 | - Venezuela - Goizeder Azúa |
| 2ª classificata         | - India - Shonali Nagrani |
| 3ª classificata         | - Finlandia - Suvi Hartlin |
| Semifinaliste           | - Bolivia - Muriel Cruz - Cina - Wang Chan - Corea del Sud - Shin Ji-Soo - Francia - Elodie Couffin - Giappone - Saeko Matsumi - Grecia - Apostolina Zaproydis - Russia - Tatiana Chebotarevskaya - Thailandia - Pawina Bamrungrot - Ucraina - Veronika Bondarenko |

### Riconoscimenti speciali
- Miss Photogenic:  Venezuela - Goizeder Azúa
- Miss Friendship:  Giappone - Saeko Matsumi
- Best National Costume:  Cina - Wang Chan

## Concorrenti
- Argentina - Catalina Rouiller
- Aruba - Falon Juliana Lopez
- Bolivia - Carmen Muriel Cruz Claros
- Brasile - Carlessa Rubicínthia Macedo da Rocha
- Canada - Katarzyna Dziedzic
- Cile - Christiane Balmelli Fournier
- Cina - Wang Chan
- Cipro - Maria Pelekanou
- Colombia - Isabel Sofia Cabrales Baquero
- Corea del Sud - Shin Ji-Soo
- Costa Rica - Merilyn Villalta Castro
- Croazia - Maja Uzarevic
- Etiopia - Yodit Getahun
- Filippine - Jhezarie Games Javier
- Finlandia - Suvi Paivikki Hartlin
- Francia - Elodie Couffin
- Germania - Aleksandra Vodjanikova
- Giappone - Saeko Matsumi (松見早枝子)
- Grecia - Apostolina Zaproydis
- Guatemala - Ana Pamela Prado Diaz
- Hong Kong - Priscilla Chik Doi-Doi
- India - Shonali Nagrani
- Isole Marianne Settentrionali - Nancie Rae King Ripple
- Israele - Stavit Budin
- Malaysia - Ester Tan
- Malta - Nadine Cassar
- Messico - Gabriela Ortiz
- Messico Latino - Lorena Ruiz Martinez
- Native Americane Indiane - Lana-la Trell Onque Henry
- Niger - Amber Jean Peebles
- Nuova Zelanda - Amber Jean Peebles
- Porto Rico - Dignelis Jiménez
- Regno Unito - Gayle Williamson
- Russia - Tatiana Chebotarevskaya
- Stati Uniti - Masielle Otero
- Serbia e Montenegro - Andja Ratko Budimir
- Singapore - Berlin Koh Meng Yean
- Slovacchia - Simona Slobodnikova
- Spagna - Maria Carrillo Reyes
- Thailandia - Pawina Bamrungrot
- Tunisia - Amira Thabet
- Turchia - Gizem Kalyoncu
- Ucraina - Veronika Dmitrievna Bondarenko
- Venezuela - Goizeder Victoria Azúa Barrios
- Vietnam - Le Minh Thuong